# Закарпатський (житломасив)
Закарпа́тський  — житловий масив у Тернівському районі Кривого Рогу. Частина мікрорайону імені Леніна.
Закладений у кінці 30-х рр. ХХ століття. Розвитку набув у 50-60-х рр. Має 3 вулиці, до 90 будинків. Являє собою приватний сектор. Серед першопоселенців вихідці із Закарпаття.